# Фолклорен ансамбъл „Тракия“
Фолклорен ансамбъл „Тракия“ е фолклорен ансамбъл в Пловдив, състоящ се от народен хор, оркестър от народни инструменти и танцов състав.

## История
Ансамбълът е създаден на 10 ноември 1974 г. в Пловдив като професионален музикално-танцов ансамбъл. Продължител е на традициите на създадения през 1948 г. Пловдивски народен ансамбъл. Негов създател и първи хореограф е Кирил Дженев. Диригент на хора е Стефан Мутафчиев, а на оркестъра Николай Стойков.
Първата премиерна програма е представена на 5 септември 1975 г. в ПДК „Стефан Кераджиев“, в Пловдив. През 1976 г. формацията участва в Първия преглед на държавните и професионални ансамбли за народни песни и танци в Благоевград, където представя допълнената програма с нови сюжетни и тематично сценични форми на танцовото изкуство. Тази нова концепция за музикално – танцов спектакъл впоследствие в годините се възприема от всички творчески колективи в страната. От 7.04.1977 година става Държавен фолклорен ансамбъл.
Втора премиерна програма с изцяло обновен репертоар е представена на 18 февруари 1980 година на сцената на Музикален театър гр. София. От следващата година, 01.07.1981 година ДФА „Тракия“ е самостоятелен институт към Министерство на културата.
Третата премиерна програма е представена на 10 април 1985 година. С нея „Тракия“ участва през месец май същата година в Третия преглед на държавните ансамбли за народни песни и танци в гр. Кюстендил (с конкурсен характер), където печели 6 първи и 2 втори награди за авторство и изпълнение от всички категории за музика и танц.
От 1989 до 1997 година главен художествен ръководител на ансамбъла е композиторът Стефан Мутафчиев.
На 3 януари 1990 г. на сцената на НДК, София е представен премиерния спектакъл „Картини от Стария Пловдив“.
На 1 януари 1999 г. „Тракия“ е преобразуван във фолклорен ансамбъл към Община Пловдив с Решение на Министерски съвет.
От 1997 година главен художествен ръководител и директор на ансамбъла е проф. д-р Даниела Дженева. Последвалите премиерни заглавия на спектакли са :
- „Хубава Яна“ – 2005 година
- „Цветни щрихи от България“ – 2012 година
-„Земята на Орфей“ – 2018 година.

## Дейност
По-голямата част от изпълнителите са студенти в Академията за музикално, танцово и изобразително изкуство „Проф. Асен Диамандиев“. Програмите са му стилово и жанрово разнообразни. Гастролира в повече от 50 страни по света: Австрия, Германия, Италия, Франция, Израел, Русия, Китай, Япония, Индия, Индонезия, Сирия, Иран, Ирак, Мексико, Колумбия, Куба и др.
През 2010 година получава Награда „Нестинарка“ на Международния фолклорен фестивал в Бургас.